# Pseudoeurycea scandens
Pseudoeurycea scandens es una especie de anfibio caudado (salamandras) de la familia Plethodontidae.
Es endémica de México.
Su hábitat natural son los caves.
Está amenazada de extinción debido a la destrucción de su hábitat.